# 湛保庶
湛保庶，CBE[?]（1931年12月4日—2013年11月22日），英國殖民地官員，1983年出任香港社會福利署署長，1984年升任衛生福利司兼立法局官守議員，任內負責檢討香港的公營醫療制度，促成醫院管理局後來於1990年成立。1988年從港府退休後，他旋獲重新聘用為臨時醫院管理局首任秘書長，1990年透過公開招聘成功過渡到新成立的醫管局續任秘書長一職，到1993年底卸任。
湛保庶畢業於劍橋大學聖凱瑟琳學院，1955年加入香港政府，早年曾任副民政司、民政署署長、副新界政務司和副社會事務司等職，1980年出任公務員薪俸及服務條件常務委員會秘書長，任內協助薪常會發表多份以公務員薪酬水平為議題的報告書。後來在社會福利署署長任內，他特別關注香港的長者安老服務和託兒服務，並且積極擴充社署人手。
在衛生福利司任內，湛保庶全面檢討香港的公營醫療制度，期間於1985年2月委託澳洲的W·D·司葛顧問公司負責檢討工作。港府其後於1986年3月對外公佈顧問公司撰寫的報告書，提出要設立一個獨立於公務員體制的醫院管理機構，把政府醫院和受政府資助的補助醫院納入同一架構，並調整醫療收費，希望藉以解決當時公立醫院面對病床不足、人滿為患和制度僵化等問題。湛保庶隨後就顧問公司的報告書建議對公眾展開廣泛諮詢，促成港府在1987年9月原則上決定成立法定的醫院管理局，但要先設立一個「臨時醫院管理局」作過渡安排，以便有充足的時間順利銜接。
臨醫局在1988年成立後，出任該局秘書長的湛保庶與多家補助醫院就將來醫管局的接管安排商討方案，並研究將來醫管局的組織和運作細節。臨醫局復於1989年底向港府提交報告書，交代成立醫管局的細節，港府遂根據報告書的建議在1990年5月向立法局動議二讀《醫院管理局條例草案》。草案在同年7月三讀通過成為法例後，醫管局即於同年12月正式成立，標誌著香港公營醫療的發展踏入新的階段。醫管局成立後，湛保庶順利過渡成為首任秘書長，任內參與逐一和當時的醫院事務署和15家補助機構簽署合併協議的工作，並處理原有公務員和補助醫院員工轉職到醫管局等涉及複雜聘用條款的事務，一直到1993年底才約滿離任。雖然醫管局的成立一度解決公立醫院過往病床不足等問題，但隨著病人數目急增和服務大幅擴展，結果後來又逐漸衍生出種種制度上和運作上的問題。

## 生平

### 早年生涯
湛保庶1931年12月4日生於英國林肯郡拉森墟（Market Rasen），是父親赫伯特·錢伯斯（Herbert Chambers）和母親埃塞爾·M·華德（Ethel M. Ward）所生的長子。他另有一名胞弟，名叫邁克爾·G·錢伯斯（Michael G. Chambers）。湛保庶早年於1941年至1950年受教於拉森墟的德阿斯頓學校（De Aston School），1950年加入皇家空軍服役，1951年除役後再升讀劍橋大學聖凱瑟琳學院，主修現代語言和中世紀語言，1954年獲文學士學位（B.A.）畢業，繼後又於1959年獲增授文學碩士學位（M.A.）。

### 政務官生涯
大學畢業後，湛保庶旋獲英政府殖民地部聘用，1955年6月以二級官學生身份加入香港政府，1959年因職系重整成為政務官，隨後於1964年晉升為高級政務官。他早年曾奉派到輔政司署人事處、防衛科和華民政務司署等部門，歷任助理華民政務司和總助理華民政務司等職，並早於1961年奉委官守太平紳士。1969年至1973年，他出任助理輔政司（地政）一職，期間於1970年獲補送到英國白金漢郡的三軍聯合參謀學院深造。返回香港後，他先後獲晉升為首長級丙級和乙級政務官，1973年5月出任副民政司，同年9月3日出任民政署成立後的首任署長，但在任一個多月後由何鴻鑾於10月15日接替，並復任副民政司一職。1974年，他出任副新界政務司，任內協助時任新界政務司鍾逸傑處理新界民政，到1977年再調任副社會事務司，期間兼任港府教育委員會委員。在副新界政務司和副社會事務司任內，他都曾以署任司憲的身份暫任立法局官守議員。
1980年9月，湛保庶接替衛理欽出任公務員薪俸及服務條件常務委員會秘書長一職，任內於1981年8月進一步晉升為首長級甲級政務官。當時的薪常會成立只有一年多，而擔任秘書長的湛保庶則負責統籌薪常會的日常運作，和向薪常會主席鍾士元爵士和一眾委員就公務員薪酬水平檢討事宜提供意見和支援。在秘書長任內，他由1980年到1983年先後協助薪常會發表第五號至第十二號等八份報告書，內容除了涵蓋公務員薪俸檢討外，還有涉及公務員超時工作和相關津貼、公務員學歷基準、見習職級和長期服務增薪點等方面的檢討；當中較重要的決定，包括薪常會在1982年落實日後檢討公務員薪酬的時候，除了比較公務員與私人機構僱員的基本薪金以外，還會一併考慮兩者所得的附帶福利，從而減低公務員薪酬調整對私人機構僱員的影響。

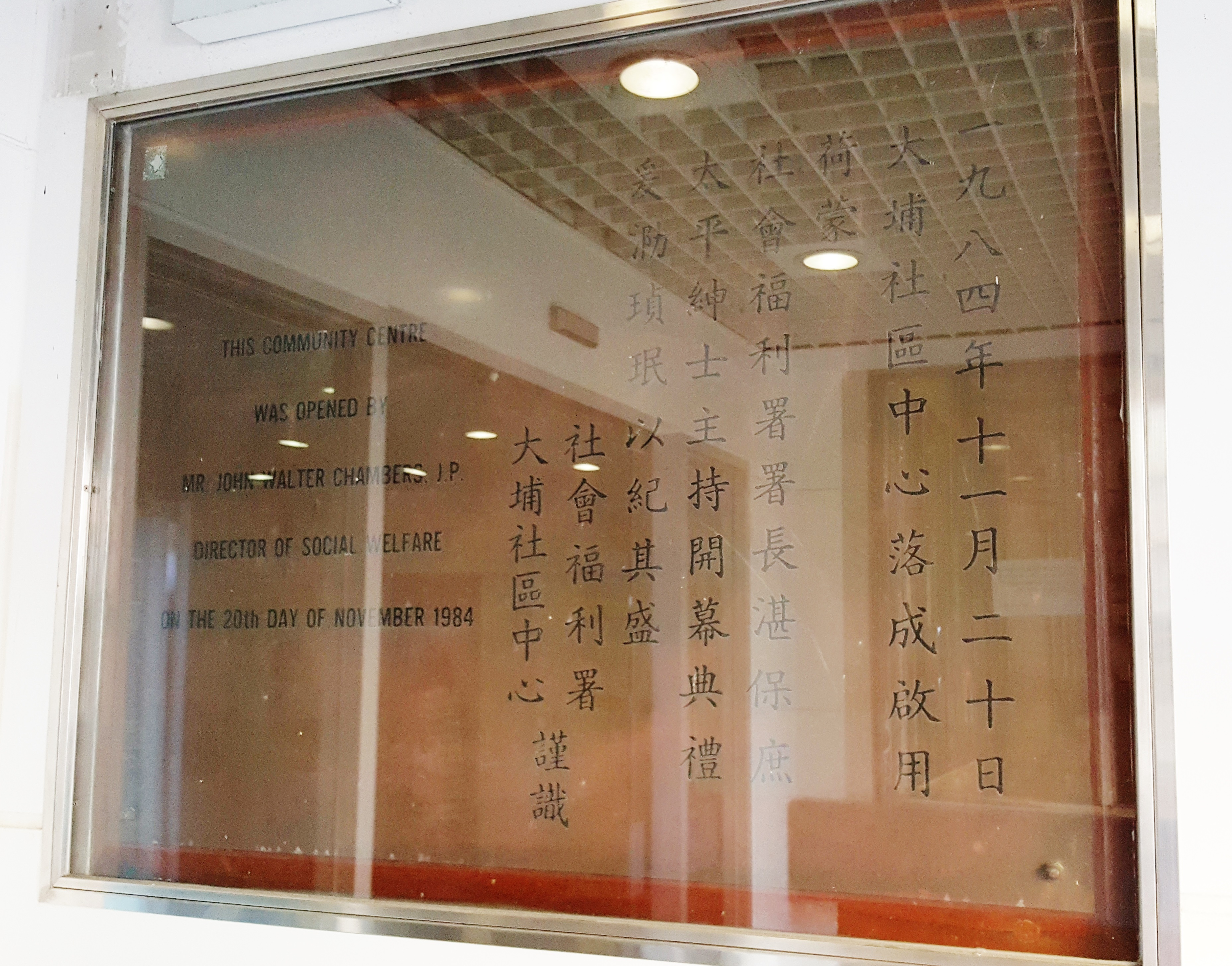
湛保庶於1984年11月20日為大埔社區中心主持揭幕

湛保庶擔任薪常會秘書長兩年多後，於1983年3月接替程尚文出任社會福利署署長，當時他一度兼任立法局官守議員一職，但到立法局於同年9月改組後退任。此外，他在任內也兼任香港房屋委員會委員、港府社會福利諮詢委員會主席和康復發展協調委員會委員等職，其後又於1984年獲委任為香港城市理工學院創校校董之一。湛保庶過往曾任副社會事務司，所以對社會福利事務並不陌生；在社署署長任內，他特別關注長者安老服務的發展，除了支持社會服務團體開辦更多的安老院舍，他尋求在公共屋邨增設長者宿位，以及在香港島、九龍和新界各地購入不少私人樓宇單位，用作收容一些有自我照顧能力的長者，使更多長者得到社會適當的照顧。在安老服務以外，湛保庶也支持社會服務團體擴充特別是新市鎮地區的託兒服務，以應付那些地區對託兒服務不斷上升的需求。同時間，為了應付日益擴張的服務，他還研究擴充社署人手，並在1983年放寬該署助理社工主任的入職要求，讓沒有社會工作文憑的人士也可受聘用，然後由社署提供在職培訓，從而吸引更多人士應徵。放寬入職條件後，同年展開的招聘工作共收到741宗申請，較過往多出七倍。

### 衛生福利司

#### 衛生福利政策
1984年12月，時任香港總督尤德爵士以湛保庶接替程慶禮出任衛生福利司，同時兼任立法局官守議員；到1986年1月1日，他的職級再進一步實任為布政司署司級政務官。作為衛生福利司，他負責統籌香港的醫療和社會福利事宜，並管轄醫務衛生署和社會福利署等相關部門。任內，他繼續關注香港的長者安老服務發展，並檢討社會福利政策，當中包括研究向私營安老院舍作出規管，確保該等院舍提供的服務達至一定水平；有關構思促成港府後來在1989年10月推出「買位計劃」，除了鼓勵私營安老院舍改善服務水平，又由政府向該等院舍購買部份床位，以減少長者等候入住政府資助安老院舍的輪候時間。
另一方面，湛保庶任內處理過轟動一時的「郭亞女事件」，事件緣於1986年5月，社會福利署人員在葵涌葵興邨一個單位揭發六歲女童「郭亞女」涉嫌遭母親長期幽禁的案件。由於該名母親懷疑患有精神病和多次拒絕社署人員入屋了解情況，加上社署方面擔心「郭亞女」可能遭到虐待，結果時任社署署長陳方安生決定引用《保護婦孺條例》，由社署人員聯同警方、消防、以及政務處和房屋署的人員破門入屋帶走女童。女童事後被送往兒童院看管，而其母則被送往精神科醫院接受治療，社署初時更一度以案件涉及虐兒為理由禁止兩母女見面。「郭亞女事件」引起很大反響，支持社署行動的意見認為陳方安生處事迅速果斷，從而保障女童安全；但也有輿論質疑她涉嫌濫用權力和在非必要的情況下批准破門入屋。湛保庶在事件發生後與陳方安生跟進「郭亞女」與其母的生活狀況，並由他主持檢討《保護婦孺條例》的工作，促成立法局後來在1987年修訂該條條例，簡化了懷疑精神病患者的送院程序。
湛保庶在衛生福利司任內處理過其他較重要的工作，還包括在1986年4月把原來的環境保護處升格為環境保護署，專責制訂環境保護相關的政策和加強管制香港的各類污染，環保署後來於1989年轉歸當時新成立的規劃環境地政科管轄。針對吸煙問題，湛保庶曾經研究立法限制煙草商製作廣告和禁止未滿18歲的青少年吸食香煙，但受到煙草商和廣告商的壓力，有關工作在其任內未有明顯進展。當中，他只能成功落實由1988年開始禁止電視台在下午4時至晚上10時30分播放煙草廣告，有關禁令要到他卸任後的1989年才擴展到電台；一直到1990年，港府才全面禁止電視和電台播放煙草廣告，而《吸煙（公眾衛生）條例》在1994年修訂後，才明令禁止出售煙草予18歲以下人士。

#### 公營醫療改革

##### 醫療改革背景
除了上述的工作，湛保庶在衛生福利司任內推動最主要的工作，要算是直接推動當時的公營醫療改革，和促成醫院管理局後來在1990年成立。早於1964年，香港政府已發表《香港醫療服務發展白皮書》，確立公營醫療體系向普通市民提供低廉或免費的醫療服務，作為基本原則；到1974年，港府再發表《香港醫務衛生服務的進一步發展白皮書》，重申公營醫療體系向市民，特別是那些要依賴公營醫療服務的廣大市民，負起提供醫療服務的主要角色。然而，隨著人口不斷增長，再加上市民對醫療服務的期望日益提高，以及營運成本急速上漲，結果造成病人輪候診治的時間大增，也使公營醫療服務面臨愈來愈大的壓力。市民在公營醫院輪候長久的時間才獲得治療，和醫院人滿為患、病床不足，導致病房和走廊放滿「帆布床」，均成為20世紀七、八十年代公立醫院的寫照。

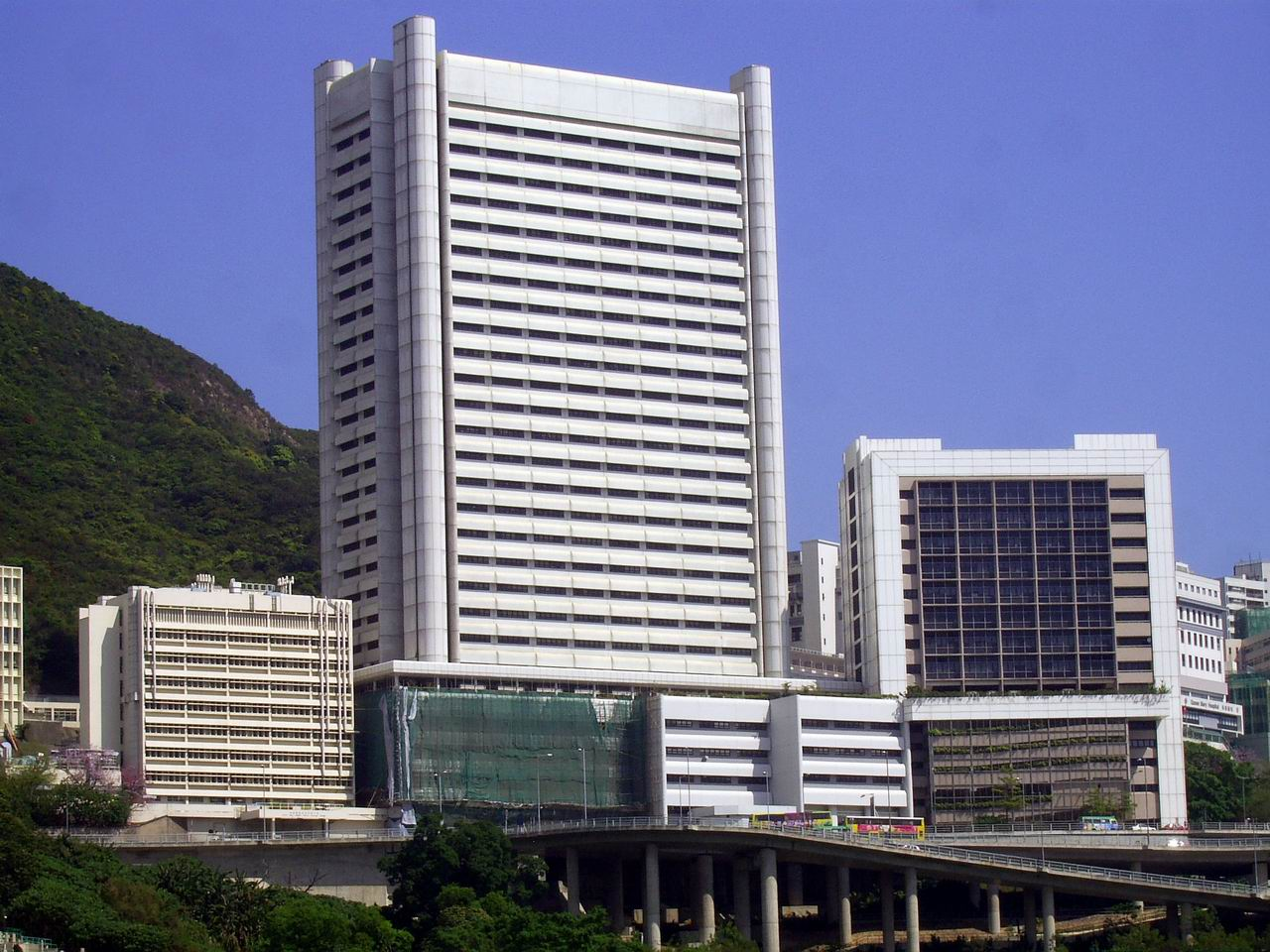
瑪麗醫院（圖）是香港主要的政府醫院之一

此外，當時公營醫院由港府的醫務衛生署監管，其政府部門的身份被指權力過份集中、作風官僚、制度僵化，而且在醫院運作和監察上與各主要醫院的領導層缺乏有效的溝通渠道，醫院缺乏自主權，公眾參與不足，對醫療服務信心減退，結果廣為人所垢病。醫務衛生署管轄的公營醫院主要分為由政府營運的政府醫院，以及受政府撥款資助由慈善團體營運的補助醫院。雙重的體制，也造成資源調配困難，補助醫院資源分配不足，同時補助醫院員工待遇比起政府醫院員工較為次等，也使補助醫院的資源未能善用。
有見及此，踏入20世紀八十年代，社會輿論終於喚起改革公營醫療體制的呼聲，而來自醫學界的方心讓（後為爵士）、葉文慶和來自商界的鄧蓮如（後為女男爵）等多位立法局非官守議員，也分別提出改革公營醫療體系的迫切性；當時甚至有輿論提出要成立一個獨立於政府的醫院管治機構，讓醫院在管理院務上取得最大的自主權，從而造就所謂「新的醫院管理文化」。成立一個「醫院管理局」的構思最先由立法局非官守議員吳樹熾於1983年提出；到1984年5月，當時的衛生福利司程慶禮向行政局提交有關建議檢討公營醫療制度的文件，並獲得行政局支持，但有關的檢討工作，要到湛保庶在1984年12接任衛生福利司後才正式展開。

##### 《司葛報告書》
上任衛生福利司後，湛保庶立即成立一個策劃委員會，負責籌備和督導公營醫療體制檢討的工作；該委員會由他本人擔任主席，成員除了包括方心讓和葉文慶兩位具醫學界別背景的立法局非官守議員，還有婦產科醫生周寶煌、醫學聯會主席李福權和港府高級公務員課程總監施立德（L. M. Sneddon）。1985年2月，湛保庶正式以450萬港元委託澳洲的W·D·司葛顧問公司（W. D. Scott）負責全面檢討香港的公營醫療制度；期間顧問公司與策劃委員會召開13次正式會議和多次非正式接觸，並在大約150個星期的研究和諮詢工作中，進行約150次會面，會見來自衛生福利科、醫務衛生署、其他政府部門、各補助機構和醫院、專上院校、大學及理工教育資助委員會、職工協會、私立醫院、醫學界、新聞界和壓力團體等超過350名相關人士，聽取他們的意見。
經過深入的檢討工作，司葛顧問公司在1985年12月向港府送交《關於醫院提供的醫療服務報告書》（簡稱《司葛報告書》），報告書隨後於1986年3月25日向公眾發表。報告書的重點，包括建議港府設立一個獨立於公務員體制的醫院管理機構，並調整醫療收費，當中建議三等病床收費與醫療成本掛鉤、收取固定入院費用、制訂急症室收費和手術室特別收費，和增設以中產階層為對象的二等病床等。報告書向外發表後，隨即引起輿論關注，醫學界雖然普遍同意設立獨立醫院管理機構的構思，但對細節有所保留；而公務員團體則質疑是否有必要把政府醫院實行「非公務員化」。面對外界的的疑慮，湛保庶多次強調顧問報告書並非建議把公營醫療私有化，也不是要出售醫院，他承諾將來所有有需要的市民仍可得到公營醫療照顧；而針對新的醫院管理機構員工，他指出他們的薪酬福利會以現有公務員的薪酬福利作參考，底薪將與公務員看齊。
《司葛報告書》發表後，湛保庶立即展開一個廣泛的公眾諮詢工作，有關工作促成衛生福利科隨後於1987年3月發表有關對報告書的《各界人士意見摘錄》；根據該份意見摘錄，港府結論設立一個「醫院管理局」的建議獲得市民普遍支持，但前提是港府不可因此放棄承擔資助醫療服務的責任。有見及此，港府內部最終在1987年9月原則上決定成立法定的醫院管理局，以便透過其獨立於公務員體制和行政獨立的身份統一公營醫院制度，從而長遠提高整體公營醫療的素質。但在成立醫管局前，港府先設立一個「臨時醫院管理局」作過渡安排，以便有充足的時間順利銜接，經過多番籌備，臨醫局在1988年10月1日成立，而湛保庶也在前一天從衛生福利司一職退休。

### 草創醫管局
在過渡安排下，時任香港總督衛奕信爵士選以剛卸任行政局首席非官守議員的鍾士元爵士為臨時醫院管理局主席；同時，原有的醫務衛生署也在臨醫局在1988年10月成立後，於翌年4月被分拆為衛生署和醫院事務署，以便長遠再把政府醫院事務由醫院事務署轉交將來的醫院管理局負責。至於湛保庶雖然已經從衛生福利司一職退休，但鑑於他任內負責主導公營醫療檢討，早年又曾在公務員薪俸及服務條件常務委員會與鍾士元共事，因此他旋即以首長級甲級政務官的身份獲港府重新僱用，出任臨醫局秘書長一職。
在臨醫局秘長書任內，湛保庶協助臨醫局與多家補助醫院就將來醫管局的接管安排商討方案，並研究將來醫管局的組織和運作細節。1989年底，臨醫局向港府提交《臨時醫院管理局報告書》，報告書其後於1990年4月4日由港府向外發表。該份報告書就將來醫管局的組成、架構和管理等細節提出建議，當中包括建議醫管局成為法定機構、改善醫院管治和強化公眾參與等。另外，報告書認為公營醫院病房收費過低，建議長遠應該分階段調高收費，並提出「收回成本」大約15%至20%為上限。
報告書發表後，隨即交由立法局展開辯論，而報告書內有關「收回成本」的建議，也成為輿論關注的焦點之一。當時有不少輿論憂慮醫管局一旦落實「收回成本」，長遠將導致醫療服務「私營化」，擔心政府不再負起提供公營醫療服務的角色，最終要市民負擔一切的醫療支出，而多名立法局議員也認為，港府日後如要調整政府醫院的收費政策，務必要先展開廣泛的公眾諮詢。輿論關注的另一項焦點，是有關於將來醫管局僱員的聘用條件和現有公務員過渡到醫管局的轉職安排；雖然臨醫局的報告書未有觸及有關事宜，但外界仍認為港府在此議題上宜慎重行事。
根據《臨時醫院管理局報告書》的建議，時任衛生福利司黃錢其濂隨即在1990年5月2日向立法局動議二讀《1990年醫院管理局條例草案》，最終有關草案在一遍爭議聲中，於同年7月25日獲立法局三讀通過成為法例，意味醫院管理局的成立已成定局。事實上，湛保庶曾私下批評，臨醫局制訂報告書的步伐過於急促，導致補助機構每家醫院既有的獨特傳統和特色未能得到充分的尊重，對補助機構並不公平。《醫院管理局條例》獲通過後，港府在短時間內火速籌備成立醫管局，醫管局復於1990年12月1日正式成立，標誌著香港公營醫療的發展踏入新的階段。新成立的醫管局繼續由鍾士元出任主席，而醫管局的日常運作則由執行總監、發展處長和秘書長以外界稱之為「三頭馬車」的模式領導。經過港府公開招聘，執行總監一職由伊利沙伯醫院內科顧問醫生和主管楊永強出任，發展處長由澳洲悉尼西南區衛生處管理支援及資訊服務總監彭秀文出任，而湛保庶則成功過渡到醫管局出任秘書長，三人都是以合約形式聘任。

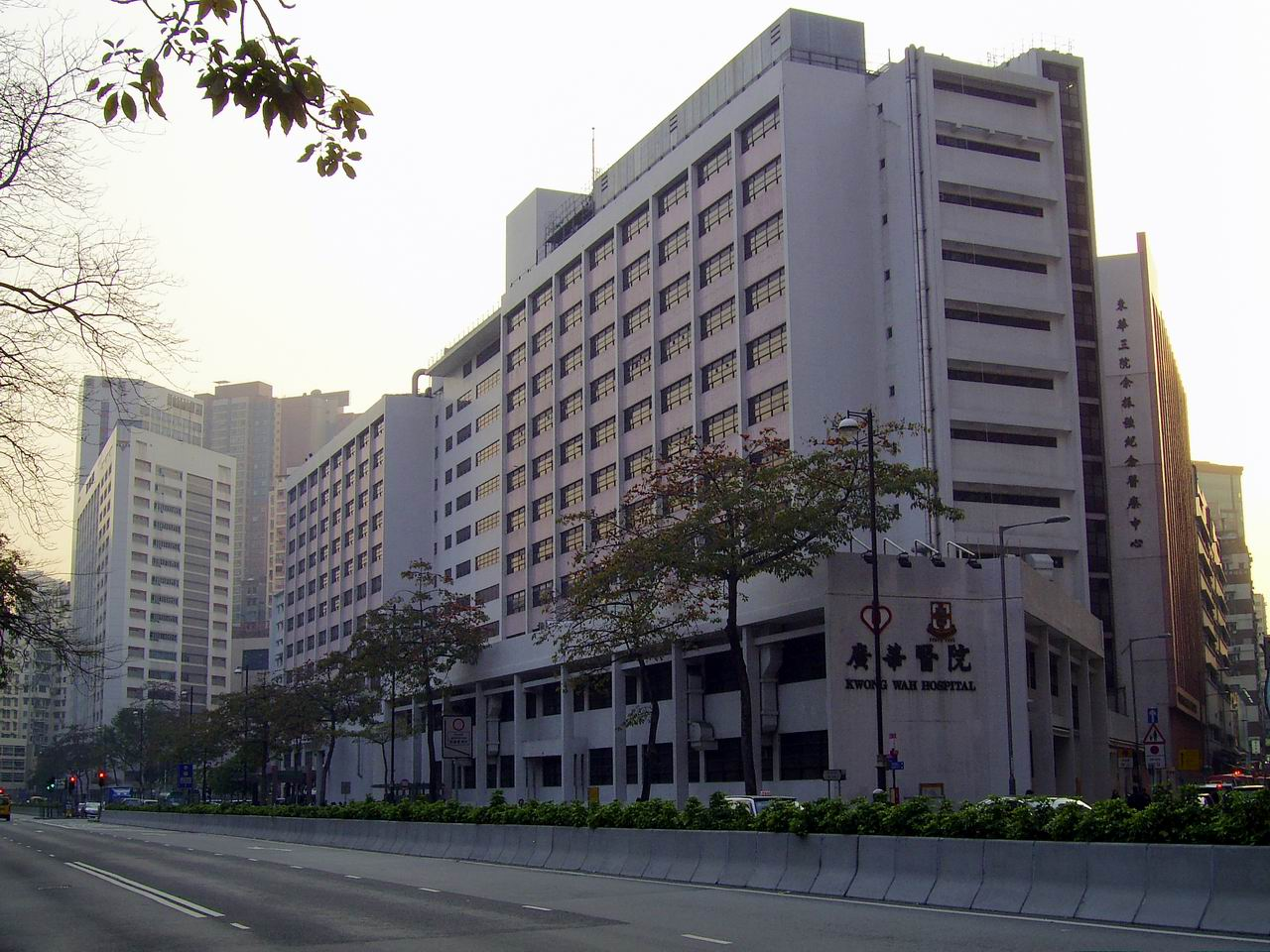
廣華醫院（圖）是東華三院旗下其中一家補助醫院，經簽訂合併協議後連同三院另外四家補助醫院於1991年加入醫院管理局

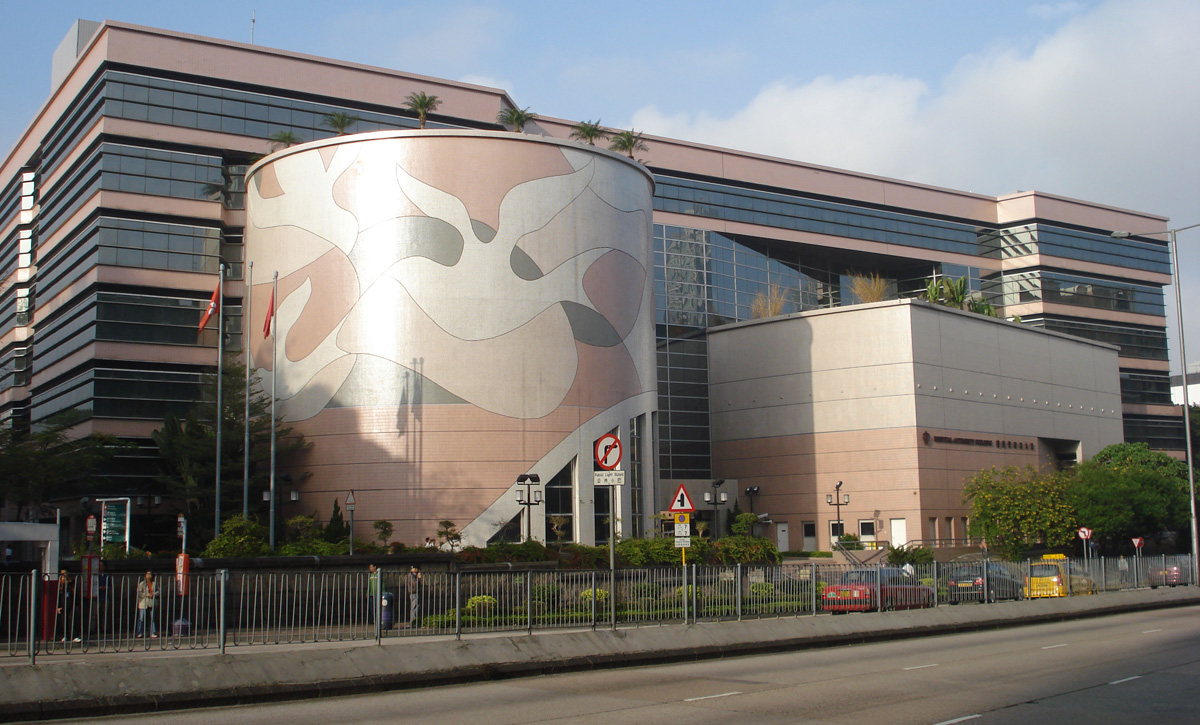
1997年落成啟用的醫院管理局大樓（圖）

醫管局成立後，湛保庶與其他醫管局高層逐一與當時的醫院事務署和15家補助機構簽署合併協議，成功於一年內接管36家醫院和合共三萬多名員工。雖然湛保庶曾私下承認簽訂合併協議的過程較為急進，但及早接管補助醫院的原因是為免夜長夢多。當時，醫管局一方面要求補助醫院在指定的三年限期內簽署合併建議，否則停止對補助醫院發放撥款；另一方面，補助醫院員工普遍憧憬醫院局提供的優厚聘用條款，也迫使補助機構不得不儘早接受合併協議。湛保庶形容，補助機構其實是在「被人用槍指著頭顱」的情況下與醫管局進行合併談判，當最大規模的東華三院與醫管局簽署合併協議後，餘下原本抱觀望態度的多家補助機構也就只好相繼跟隨。除了合併協議外，湛保庶也負責安排原有政府醫院公務員和補助醫院僱員以新的聘用條款受僱於醫院局，同時又容許原有政府醫院公務員選擇以公務員身份繼續在醫管局任職，儘管聘用條款繁複，但卻確保醫管局初期的順利運作。
1993年，港府決定改組醫管局以提昇效率，並增設行政總裁一職取代原有執行總監、發展處長和秘書長的「三頭馬車」局面，結果湛保庶選擇在同年12月約滿後卸任，而楊永強則同時成為醫管局首任行政總裁。為表揚他在香港公營醫療改革方面的工作，湛保庶於1990年獲英廷頒授CBE勳銜；在此以前，他已經在1987年獲授OBE勳銜。

### 晚年生涯
湛保庶卸任醫院管理局秘書長一職後告別香港，長居英國。他卸任時的醫管局終於把政府醫院和補助醫院納入同一個公營醫療架構內，而醫管局也不再屬於公務員體制的一部份，從而使運作較昔日靈活；透過在各主要醫院成立管治組織，也使權力下放到運作層面和強化由社區人士參與醫院管治。雖然醫管局的成立一度消除了20世紀七、八十年代醫院佈滿「帆布床」的局面，但由於醫管局打造了價廉物美的形象，服務又不斷擴展，卻反而造成了病人數目大量增加和公私營醫療市場失衡的問題。相比醫管局在1990年成立以前，港府在1986年至1990年投放於醫療衛生的公共開支只由原來每年的48億港元增至90億港元，但到醫管局成立的第10年，即2000年，港府的撥款卻已急增至接近300億。在撥款急增的情況下，卻又未能追上服務擴展的步伐，結果踏入2000年以後，醫管局逐漸浮現病人輪候時間愈來愈長、限制病人用藥和醫護人員長期超時工作等問題。
晚年的湛保庶身體狀況欠佳，長年患病，2013年11月22日在英國告羅士打郡病逝，終年81歲。

## 個人生活
湛保庶於1965年4月10日在香港娶伊莎貝·瑪麗·麥當勞（lsabel Mary MacDonald）為妻，兩人育有兩名女兒，分別名珍妮花·嘉芙蓮（Jennifer Catherine，1969年生）和狄寶娜·瑪麗（Deborah Mary，1971年生）。他生前的興趣包括音樂、學習語言、旅遊和散步等。
在香港生活初年，湛保庶曾於1955年至1962年加入香港空軍輔助隊服務。他在港生活期間也是香港會、位於舊山頂道的婦女遊樂會和皇家亞洲學會香港分會會員。熱衷教會音樂的他曾在港加入茜薩莉安合唱團（Cecilian Singers）。

## 榮譽

### 殊勳
- 以下列出榮譽全稱及縮寫：^ 
  - 官守太平紳士（J.P.） （1961年[13]）
  - 英帝國官佐勳章（O.B.E.） （1987年元旦授勳名單[71]）
  - 英帝國司令勳章（C.B.E.） （1990年元旦授勳名單[70]）

### 頭銜
- 湛保庶 （John Walter Chambers，1931年12月4日－1961年）
- 湛保庶，JP （John Walter Chambers, JP，1961年－1987年1月）
- 湛保庶，OBE，JP （John Walter Chambers, OBE, JP，1987年1月－1990年1月）
- 湛保庶，CBE，JP （John Walter Chambers, CBE, JP，1990年1月－11月）
- 湛保庶，CBE（John Walter Chambers, CBE，1990年11月－2013年11月22日）

## 注腳
1. 1 2 3 4 5 6  Kay (1989), p.72.
2. ↑  "Births Mar 1932: John W. Chambers （页面存档备份，存于）", FreeBMD, retrieved on 1 June 2014.
3. ↑  "Marriages Dec 1927: Herbert Chambers and Ethel M. Ward （页面存档备份，存于）", FreeBMD, retrieved on 1 June 2014.
4. ↑  "Marriages Dec 1927: Ethel M. Ward and Herbert Chambers （页面存档备份，存于）", FreeBMD, retrieved on 1 June 2014.
5. ↑  "Births Jun 1933: Michael G. Chambers （页面存档备份，存于）", FreeBMD, retrieved on 1 June 2014.
6. 1 2 3  Sinclair (1979), p. 22.
7. ↑  Cambridge University List of Members Up to 31 December 1988 (1989), p. 215.
8. 1 2 3 4 5 6 7  Sinclair (1984), p. 34.
9. ↑  The Colonial Office List (1966), p. 206.
10. 1 2 3  Staff List, Hong Kong Government (1985), p. 7.
11. ↑  Annual Departmental Report of the Secretariat for Chinese Affairs for the Financial Year 1961-62 (1962), pp. 19 and 39.
12. ↑  〈首席副華民司湛保庶主持青少年盃足球賽開球禮〉（1968年7月17日）
13. 1 2  〈四司獲擢升至布政司署司級〉（1986年2月6日）
14. 1 2 3 4 5  〈英女皇元旦日授勳，九十一位官民獲賞〉（1989年12月30日）
15. ↑  Hong Kong Annual Departmental Report by the Director of Home Affairs, E. P. HO, JP for the Financial Year 1973-74 (1974), pp. 22 and 35.
16. 1 2 3  "The Honourable John Walter CHAMBERS, OBE, JP" (retrieved on 1 June 2014)
17. 1 2  "SCCS Reports" (retrieved on 1 June 2014)
18. ↑  〈公務員每年調整薪酬，今後將列入福利因素〉（1982年5月14日）
19. ↑  〈當局已購大量私人樓宇，今年可收容七百名老人〉（1983年4月24日）
20. ↑  〈黃鳳亭頤安苑昨開幕〉（1983年5月3日）
21. ↑  〈社會署長湛保庶表示，大埔今年將會增設三百個託兒所名額〉（1984年2月22日）
22. 1 2  〈助理社工主任職位申請者增加近七倍〉（1983年12月9日）
23. ↑  〈英女皇元旦日授勳，八十二人獲殊榮〉（1986年12月31日）
24. ↑  〈湛保庶稱政府視乎最新發展，考慮修訂老人福利政策〉（1986年11月13日）
25. ↑  〈臨時立法會福利事務委員會：受資助的老人院舍宿位〉（1997年12月12日）
26. 1 2 3  〈港督評論郭亞女事件稱：社署兼無做錯〉（1986年5月31日）
27. 1 2  〈郭亞女母親離醫院，目前正在庇護場工作〉（1986年9月26日）
28. ↑  〈社署處理郭亞女事件，兩位講師認為不恰當〉（1986年5月28日）
29. ↑  〈政府現正檢討保護婦孺條例〉（1986年6月15日）
30. ↑  《保護兒童及少年條例》第34F條（造訪於2014年6月1日）
31. ↑  〈有關處理葵興女童被幽禁事件，社會署將全面檢討〉（1986年5月15日）
32. ↑  〈環保處提升為環保署，制訂政策並管制污染〉（1985年11月16日）
33. ↑  〈環保諮詢委會成員背景平均〉（1988年11月7日）
34. ↑  〈電視禁播香煙廣告，湛保庶稱難以推行〉（1986年9月15日）
35. 1 2  《香港控煙法例及工作的演變》（造訪於2014年6月1日）
36. 1 2 3 4  劉騏嘉、余倩蕊（1998年1月22日），頁3。
37. 1 2 3 4 5 6  《立法局會議過程正式紀錄》（1990年4月4日），頁907。
38. 1 2 3 4 5 6  《立法局會議過程正式紀錄》（1990年7月25日），頁1685。
39. 1 2 3 4  〈為醫管局把脈〉（2010年9月27日）
40. 1 2 3  Hutcheon (1999), p. 43.
41. ↑  Hutcheon (1999), p. 45.
42. 1 2  《關於醫院提供的醫療服務：香港政府委託編撰的報告書》（1985年12月），頁15。
43. ↑  《關於醫院提供的醫療服務：香港政府委託編撰的報告書》（1985年12月），頁17。
44. ↑  《關於醫院提供的醫療服務：香港政府委託編撰的報告書》（1985年12月），頁18。
45. ↑  《關於醫院提供的醫療服務：香港政府委託編撰的報告書》（1985年12月），頁16。
46. ↑  Gauld & Gould (2002), p. 61.
47. 1 2  《「關於醫院提供的醫療服務報告書」各界人士意見摘錄》（1987年3月），頁1。
48. 1 2 3  《社聯政策報》第二期（2007年6月），頁2。
49. 1 2  〈關注醫療服務委會評論報告書：行政獨立有利管理，反對急症室收費用〉（1986年3月28日）
50. ↑  Hutcheon (1999), p. 237.
51. ↑  Gauld & Gould (2002), p. 60.
52. ↑  Hutcheon (1999), p. 110.
53. ↑  《立法局會議過程正式紀錄》（1990年7月25日），頁1670。
54. 1 2 3  《立法局會議過程正式紀錄》（1990年7月25日），頁1671。
55. 1 2 3 4  《醫管局口述歷史系列——鍾士元爵士》（2010年）
56. ↑  〈醫務衞生署長唐嘉良下月退休李紹鴻繼任〉（1988年10月27日）
57. ↑  〈醫務衞生署將分家，港府短期內新任命〉（1989年2月27日）
58. 1 2 3  〈楊永強、彭秀文及湛保庶分掌醫管局三主要職位〉（1990年9月27日）
59. ↑  Staff List, Hong Kong Government (1989), p. 7.
60. ↑  Hutcheon (1999), p. 80.
61. ↑  Hutcheon (1999), pp. 104-105.
62. ↑  《立法局會議過程正式紀錄》（1990年7月25日），頁1683。
63. 1 2  《立法局會議過程正式紀錄》（1990年7月25日），頁1676。
64. ↑  《立法局會議過程正式紀錄》（1990年7月25日），頁1682。
65. ↑  《立法局會議過程正式紀錄》（1990年7月25日），頁1675。
66. 1 2 3  《立法局會議過程正式紀錄》（1990年5月2日），頁1113。
67. 1 2 3 4 5  Hutcheon (1999), p. 106.
68. ↑  Hutcheon (1999), pp. 109-110.
69. ↑  Gauld & Gould (2002), p. 69.
70. 1 2  "Supplement to Issue 51981 （页面存档备份，存于）", London Gazette, 29 December 1989, p.16.
71. 1 2  "Supplement to Issue 50764 （页面存档备份，存于）", London Gazette, 30 December 1986, p.16.
72. 1 2  "Obituary: John CHAMBERS" (27 November 2013)
73. ↑  "CHAMBERS, John Walter, CBE" (27 November 2013)

### 中文資料
- 〈首席副華民司湛保庶主持青少年盃足球賽開球禮〉，《華僑日報》第二張第四頁，1968年7月17日。
- 〈公務員每年調整薪酬，今後將列入福利因素〉，《大公報》第二章第五版，1982年5月14日。
- 〈當局已購大量私人樓宇，今年可收容七百名老人〉，《大公報》第二章第五版，1983年4月24日。
- 〈黃鳳亭頤安苑昨開幕〉，《大公報》第二章第七版，1983年5月3日。
- 〈助理社工主任職位申請者增加近七倍〉，《大公報》第二章第六版，1983年12月9日。
- 〈社會署長湛保庶表示，大埔今年將會增設三百個託兒所名額〉，《香港工商日報》第五頁，1984年2月22日。
- 〈環保處提升為環保署，制訂政策並管制污染〉，《大公報》第二張第六版，1985年11月16日。
- 《關於醫院提供的醫療服務：香港政府委託編撰的報告書》。香港：政府印務局，1985年12月。
- 〈四司獲擢升至布政司署司級〉，《華僑日報》第三張第一頁，1986年2月6日。
- 〈關注醫療服務委會評論報告書：行政獨立有利管理，反對急症室收費用〉，《華僑日報》第二張第四頁，1986年3月28日。
- 〈有關處理葵興女童被幽禁事件，社會署將全面檢討〉，《華僑日報》第二張第二頁，1986年5月15日。
- 〈社署處理郭亞女事件，兩位講師認為不恰當〉，《大公報》第二張第六版，1986年5月28日。
- 〈港督評論郭亞女事件稱：社署兼無做錯〉，《華僑日報》第二張第二頁，1986年5月31日。
- 〈政府現正檢討保護婦孺條例〉，《華僑日報》第二張第二頁，1986年6月15日。
- 〈電視禁播香煙廣告，湛保庶稱難以推行〉，《大公報》第二張第八版，1986年9月15日。
- 〈郭亞女母親離醫院，目前正在庇護場工作〉，《大公報》第二張第五版，1986年9月26日。
- 〈湛保庶稱政府視乎最新發展，考慮修訂老人福利政策〉，《華僑日報》第三張第二頁，1986年11月13日。
- 〈英女皇元旦日授勳，八十二人獲殊榮〉，《華僑日報》第二張第三頁，1986年12月31日。
- 《「關於醫院提供的醫療服務報告書」各界人士意見摘錄》。香港：政府印務局，1987年3月。
- 〈醫務衞生署長唐嘉良下月退休李紹鴻繼任〉，《華僑日報》第16頁，1988年1月7日。
- 〈環保諮詢委會成員背景平均〉，《華僑日報》第16頁，1988年11月7日。
- 〈醫務衞生署將分家，港府短期內新任命〉，《華僑日報》第1頁，1989年2月27日。
- 〈英女皇元旦日授勳，九十一位官民獲賞〉，《華僑日報》第14頁，1989年12月30日。
- 《立法局會議過程正式紀錄 （页面存档备份，存于）》。香港：立法局秘書處，1990年4月4日。
- 《立法局會議過程正式紀錄 （页面存档备份，存于）》。香港：立法局秘書處，1990年5月2日。
- 《立法局會議過程正式紀錄 （页面存档备份，存于）》。香港：立法局秘書處，1990年7月25日。
- 〈楊永強、彭秀文及湛保庶分掌醫管局三主要職位〉，《華僑日報》第3頁，1990年9月27日。
- 〈臨時立法會福利事務委員會：受資助的老人院舍宿位 （页面存档备份，存于）〉。香港：衛生福利局，1997年12月12日。
- 劉騏嘉、余倩蕊著，《香港的醫療開支及融資安排 （页面存档备份，存于）》。香港：立法會秘書處，1998年1月22日。
- 《社聯政策報 （页面存档备份，存于）》第二期。香港：社會服務聯會，2007年6月。
- 《醫管局口述歷史系列——鍾士元爵士 （页面存档备份，存于）》。香港：醫院管理局，2010年。
- 〈為醫管局把脈 （页面存档备份，存于）〉，《鏗鏘集》。香港：香港電台電視部，2010年9月27日。
- 《保護兒童及少年條例》。香港：香港律政司，造訪於2014年6月1日。
- 《香港控煙法例及工作的演變》。香港：衛生署控煙辦公室，造訪於2014年6月1日。

### 英文資料
- Annual Departmental Report of the Secretariat for Chinese Affairs for the Financial Year 1961-62. Hong Kong. Secretariat for Chinese Affairs, 1962.
- The Colonial Office List. Great Britain: H.M. Stationery Office, 1966.
- Hong Kong Annual Departmental Report by the Director of Home Affairs, E. P. HO, JP for the Financial Year 1973-74. Hong Kong: Home Affairs Department, 1974.
- Sinclair, Kevin, Who's Who in Hong Kong. Hong Kong: South China Morning Post, 1979. ISBN 978-9-62702-804-8
- Sinclair, Kevin, Who's Who in Hongkong. Hong Kong: Database Pub., 1984. ISBN 978-9-62090-024-2
- Staff List, Hong Kong Government. Hong Kong: Government Printer, 1985.
- Kay, Ernest, Who's Who in Australasia and the Far East. Cambridge: Melrose Press, 1989. ISBN 978-0-94887-505-2
- Cambridge University List of Members Up to 31 December 1988. Cambridge: Cambridge University Press, 1989. ISBN 978-0-52139-644-8
- Staff List, Hong Kong Government. Hong Kong: Government Printer, 1989.
- Hutcheon, Robin, Bedside Manner: Hospital and Health Care in Hong Kong （页面存档备份，存于）. Hong Kong: Chinese University Press, 1999. ISBN 978-9-62201-798-6
- Gauld, Robin, and, Gould, Derek, The Hong Kong Health Sector: Development and Change （页面存档备份，存于）. New Zealand: University of Otago Press, 2002. ISBN 978-1-87727-629-3
- "CHAMBERS, John Walter, CBE （页面存档备份，存于）", Death Announcements, Daily Telegraph, 27 November 2013.
- "Obituary: John CHAMBERS （页面存档备份，存于）", The West Australian, 27 November 2013.
- "The Honourable John Walter CHAMBERS, OBE, JP （页面存档备份，存于）", Database on Legislative Council Members. Hong Kong: Legislative Council Secretariat, retrieved on 1 June 2014.
- "SCCS Reports （页面存档备份，存于）", Joint Secretariat for the Advisory Bodies on Civil Service and Judicial Salaries and Conditions of Service, retrieved on 1 June 2014.

## 外部連結
- 醫院管理局 （页面存档备份，存于）

| 政府职务      | 政府职务                                                  | 政府职务        |
| ------------- | --------------------------------------------------------- | --------------- |
| 前任： 首任   | 民政署署長 1973年9月–10月                                 | 繼任： 何鴻鑾   |
| 前任： 衛理欽 | 公務員薪俸及服務條件常務委員會秘書長 1980年9月－1983年2月 | 繼任： 費士陶   |
| 前任： 程尚文 | 社會福利署署長 1983年3月－1984年11月                      | 繼任： 陳方安生 |
| 前任： 程慶禮 | 衛生福利司 1984年12月－1988年9月                          | 繼任： 周德熙   |
| 前任： 首任   | 臨時醫院管理局秘書長 1988年10月－1990年11月               | 繼任： 裁撤     |
| 官衔          |                                                           |                 |
| 前任： 首任   | 醫院管理局秘書長 1990年11月－1993年12月                   | 繼任： 裁撤     |